# لکی سمنت
لکی سمنت ({{lang-ur|لکی سیمنٹ) شرکت مصالح ساختمانی پاکستانی است، که در سال ۱۹۹۶ تأسیس شد.